# Rodelero

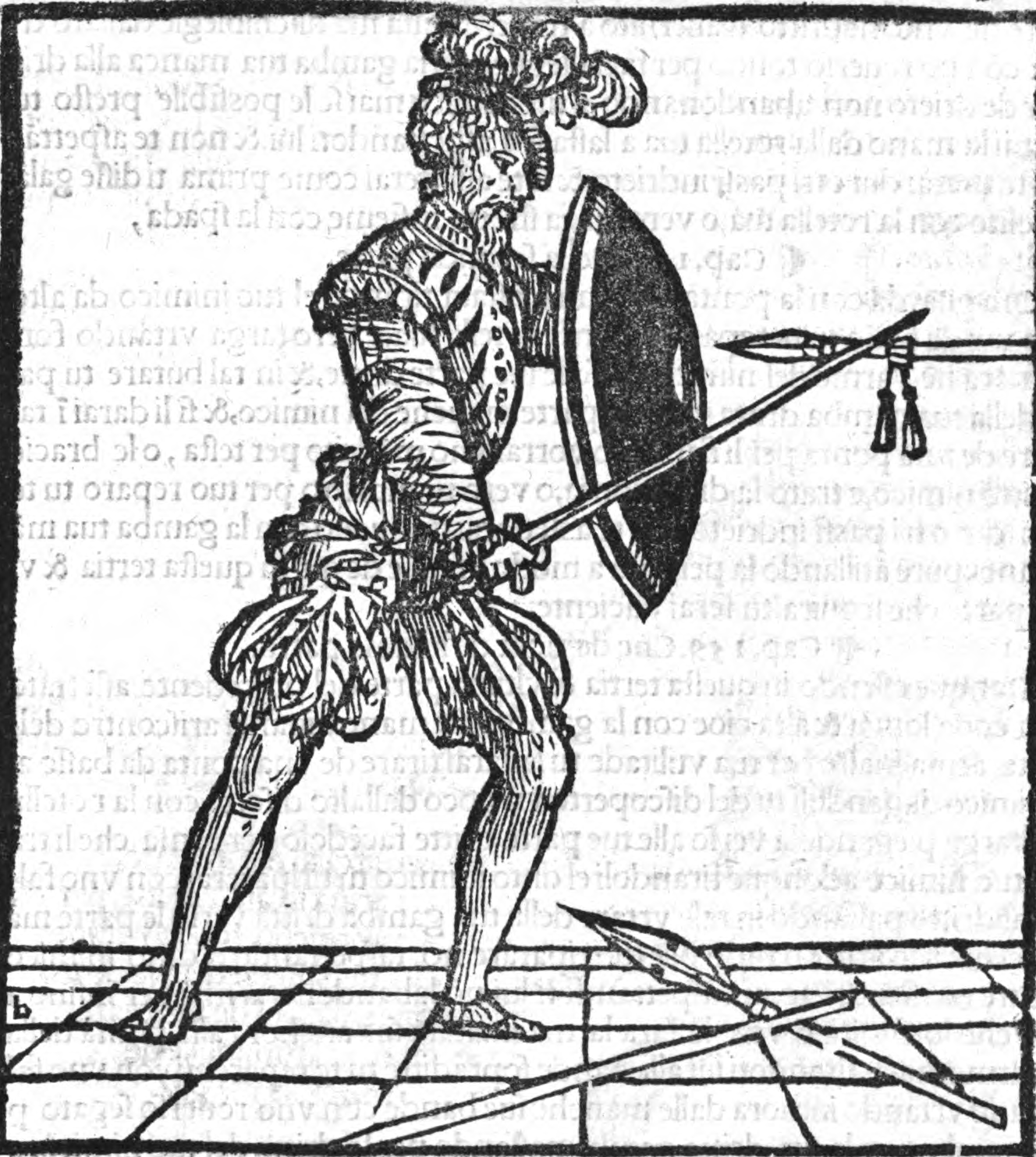
Illustrazione di un rodelero (1550)

Un rodelero era un militare facente parte di un'unità di fanteria dell'esercito spagnolo dei primi del XVI e del XVII secolo, armato di spada da lato (donde il nome alternativo spagnolo di espadachín, in italiano «spadaccino») e dotato di uno scudo di acciaio rotondo di circa 60 cm di diametro, chiamato in spagnolo «rodela» (donde il nome).

## Storia
Reparti di soldati armati di spada da lato e scudo rotondo furono istituiti nei primi del XVI secolo in Italia come tentativo far rivivere unità composte da soldati simili ai legionari romani armato di spada, anziché di gladio; il modello fu adottato dagli Spagnoli che fecero ricorso con successo a spadaccini esperti. Oltre allo scudi, i rodeleri indossavano spesso un elmo e proteggevano il torace con una maglia, o con una armatura, metallica.
La maggior parte della truppa di Hernán Cortés durante le sue spedizioni nel Nuovo Mondo era costituita da rodeleri: nel 1520 lo erano oltre 1000 dei suoi 1300 uomini; nel 1521 Cortés aveva 700 rodeleri, e solo 118 fra archibugieri e balestrieri. Lo stesso Bernal Díaz del Castillo, autore della cronaca della conquista dell'impero azteco da parte di Cortés, aveva fatto parte delle truppe di Cortés in qualità di rodelero. 
L'armamentario dei rodeleri divenne obsoleto con l'introduzione delle armi da fuoco. Questi corpi dimostrarono la loro inefficacia nell'assedio di Malta del 1565 quando una squadra di rodeleri, giunta con i rinforzi spagnoli, attaccò alcuni giannizzeri ottomani ma venne falciata dal fuoco dei moschetti ottomani. Gli spagnoli giunsero alla conclusione che la vulnerabilità del rodeleri sul campo di battaglia non fosse più compensata dai loro punti di forza, e forono spinti alla riorganizzazione delle unità di fanteria in tercio attorno al 1530.